# Anseong-dong
Anseong-dong (koreanska: 안성동) är en stadsdel i staden Anseong i provinsen Gyeonggi  i den centrala delen av Sydkorea, 70 km söder om huvudstaden Seoul. Stadsdelen utgör den centrala delen av kommunen och är den enda kommundelen med status som stadsdel. 

## Indelning
Administrativt är Anseong-dong indelat i:
| Namn    | Namn                | Yta km² | Invånare 31 dec 2020 |
| ------- | ------------------- | ------- | -------------------- |
| 안성1동 | Anseong 1(il)-dong  | 6,55    | 13 272               |
| 안성2동 | Anseong 2(i)-dong   | 10,14   | 23 063               |
| 안성3동 | Anseong 3(sam)-dong | 8,27    | 22 676               |